# Château de Benge
Le château de Benge est un manoir situé Collonges-la-Rouge, en France

## Généralités
Le château est situé à l'ouest de Collonges-la-Rouge, dans le département de la Corrèze, en région Nouvelle-Aquitaine, en France.

## Histoire
Le manoir daterait du XVe siècle ou antérieur et consistait en un petit logis de plan carré sur cave voûtée, ainsi qu'une échauguette. En 1560, il est agrandi coté est, et des éléments de fortifications sont construits comme une tour et une tourelle tourelle. Au XVIIe siècle ou XVIIIe siècle, il est de nouveau agrandi par l'ajout d'une aile couverte d'un comble à la Mansard.
Le château est classé au titre de monuments historiques par les arrêtés des 23 septembre 1953 et 18 mars 1954.

## Architecture
Le Château adopte un plan en L et comprend trois corps de construction ainsi qu'une grange. Son toit présente une variété de couvertures en ardoise, avec une tourelle coiffée en poivrière et un porche d'entrée en pavillon.
Construit principalement en moellons de grès et calcaire, il comporte une cour intérieure et un jardin entourés d'un mur en pierre. Le logis primitif, de petite taille, inclut une échauguette dont les vestiges sont encore visibles. La tour d’escalier en vis, dite tour du guetteur, contient des mâchicoulis et une pièce d'habitation dotée d'une cheminée et de décors peints.
Ce château a subi plusieurs remaniements avec l'ajout de fortifications telles que des archères-canonnières, une bretèche et un portail en arc anse-de-panier. Des éléments plus raffinés, comme un cul-de-lampe orné de feuilles d’acanthe. Il témoigne ainsi de l'évolution entre défense et confort.

## Galerie

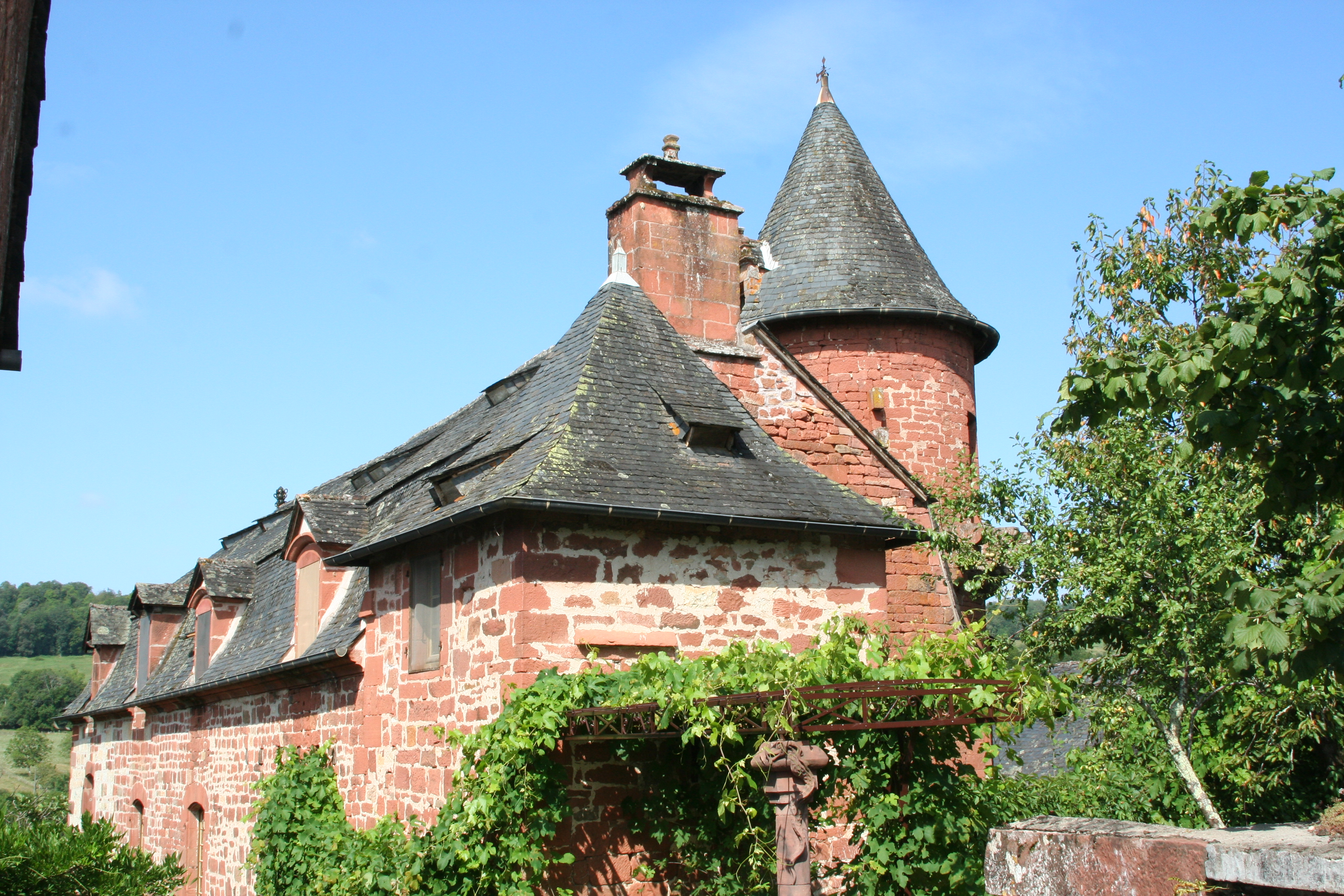
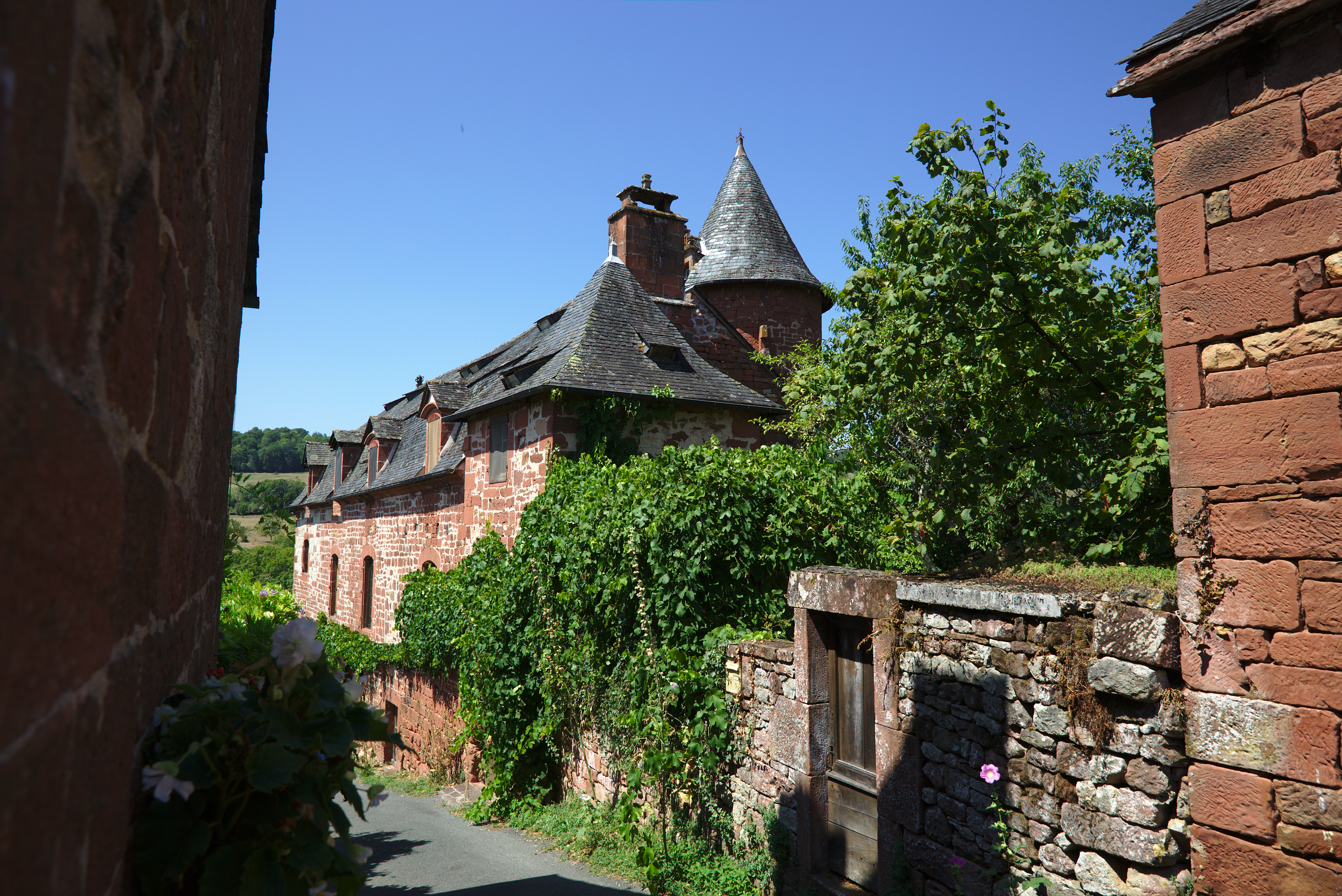
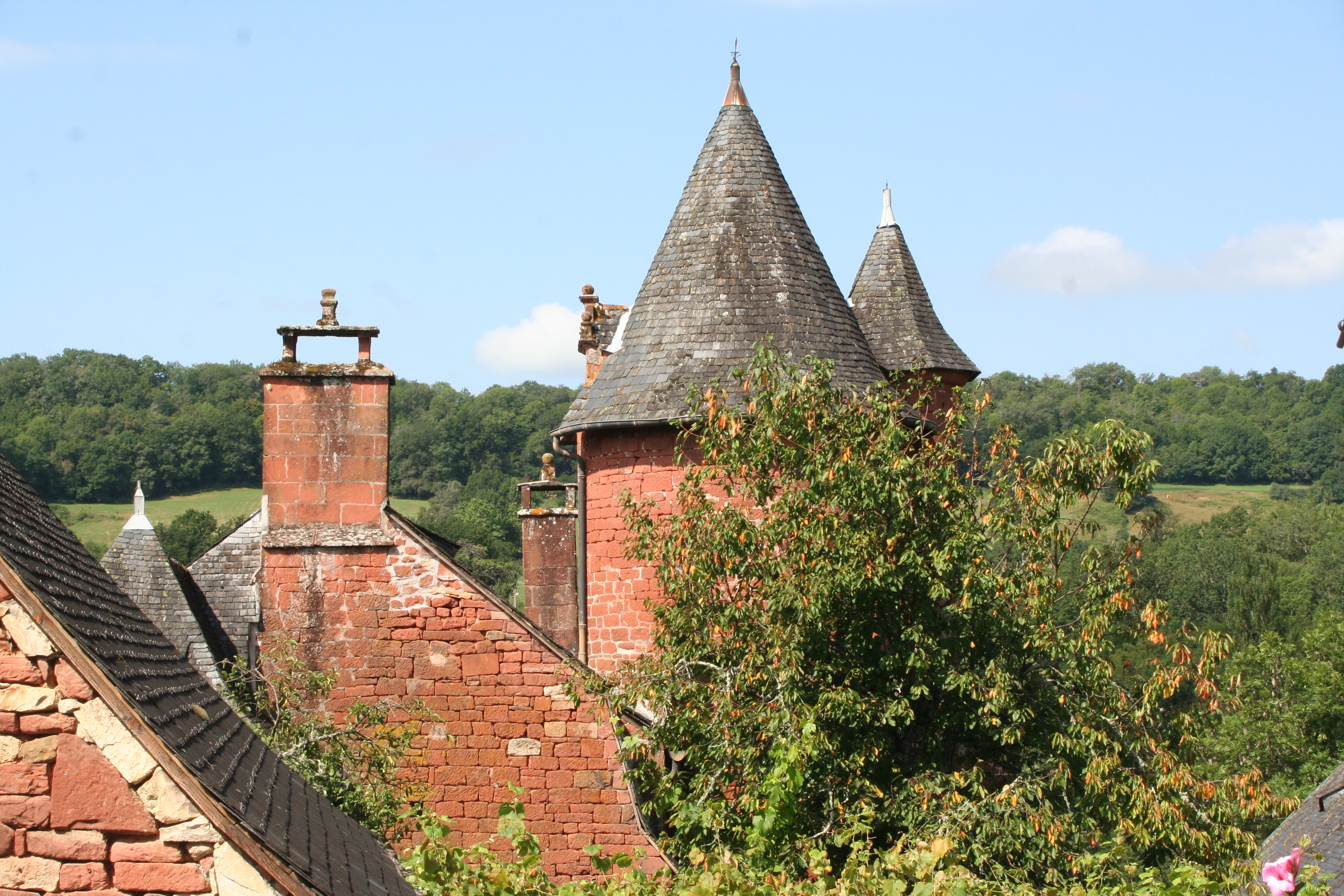